# Vol. 3 (The Subliminal Verses)
A Vol. 3 (The Subliminal Verses) a Slipknot harmadik, 2004 májusában megjelentetett albuma. Öt kislemezt készítettek összesen az album dalaiból, az utolsót 2007-ben adták ki.

## Felvételek
1. Prelude 3.0 (3:57)
2. The Blister Exists (5:19)
3. Three Nil (4:48)
4. Duality (4:12)
5. Opium of the People (3:12)
6. Circle (4:22)
7. Welcome (3:15)
8. Vermilion (5:16)
9. Pulse of the Maggots (4:19)
10. Before I Forget (4:38)
11. Vermilion, Pt. 2 (3:44)
12. The Nameless (4:28)
13. The Virus of Life (5:25)
14. Danger – Keep Away (3:15)

- A Special Edition tartalmaz egy extra CD-t, a következő felvételekkel:

1. Don’t Get Close
2. Scream
3. Vermillion (single mix)
4. Danger: Keep Away (full-length version)
5. The Blister Exists (live)
6. Three Nil (live)
7. Disasterpiece (live)
8. People=Shit (live)

## Közreműködők

### Slipknot
- Corey Taylor (#8) – Vokál
- Mick Thomson (#7) – Gitár
- Shawn „Clown” Crahan (#6) – Ütőshangszerek
- Craig Jones (#5) – Sampler
- James Root (#4) – Gitár
- Chris Fehn (#3) – Ütőshangszerek
- Paul Gray (#2) – Basszusgitár
- Joey Jordison (#1) – Dobok
- Sid Wilson (#0) – Turntable

### Produkció
- Rick Rubin – Producer
- Micaela Boland – Design
- Phillip Broussaard – Assistant Engineer
- Lindsay Chase – Production Coordination
- Monte Conner – A&R
- M. Shawn Crahan – Művészeti igazgató, fénykép
- Greg Fidelman – Engineer, keverés
- Ted Jensen – Mastering
- Dan Monti – Assistant Engineer
- Miles Wilson – Assistant Engineer
- Neil Zlozower – Fotográfia

## Videók
- Duality
- Vermilion
- Vermilion pt. 2
- Before I Forget
- The Nameless
- The Blister Exists

## Kritika
A szaksajtó nagyrészt pozitívan kritizálta, ám a rajongók körében erős ellentmondást váltott ki a benne lévő harag, a vokális stílus és nem utolsósorban a káromkodások számának érezhető enyhülése miatt. Ennek ellenére ez album számaiból készítették az eddigi legtöbb videóklipet (szám szerint 4-et: Duality, Vermilion, Vermilion pt. 2, Before I Forget), és a statisztikák szerint átlagosan ezen album számai a legnépszerűbbek (bár a top3-ban sehol sincs benne).
Maga a Slipknot rendre hangsúlyozza alapításkor tett három fogadalmaik közül az egyiket, miszerint mindig olyan zenét fognak játszani, amihez nekik van kedvük. Ez a kijelentés ugyan erős kétségeket válthat ki belőlünk, ha részletesebben áttanulmányozzuk, rájövünk, hogy nincs ok aggodalomra.

## Dalok
- Prelude 3.0: Eddigi instrumentális intróikkal szemben ez egy teljes, 4 perces szám, jellemzően mély ének és akusztikus pengetés hallható, csak a végére erősödik be. Egy ismeretlen dologról szól, amit mindenki figyelmen kívül hagyott, és most már késő megoldani („Now it's over”). Érezhetően depresszív hangulatot sugároz.
- The Blister Exists: Akik jobban szerették az előző albumok stílusát, általában ezt a számot tartják az album legjobbjának. Rendkívül változatos részekből épül fel. Hosszú, majdnem egyperces bevezetője van, melyben felveti a számban szereplő témák java részét. Már az első pillanatokban jól kihallatszik a két külön lábdob használata, ami az albumnak egyéni hangzást kölcsönöz. Az éneklős refrén után egy rendkívül kreatív középrészt hallhatunk, melyben a dob és a hozzá később kapcsolódó gitár egymást felváltó, néhol egymást fedő ritmusokat játszik, jellegzetes harci induló-karakterben. Később ehhez kapcsolódik az ének, illetve egy már korábban is hallott gitártéma. Érdemes megfigyelni, ahogy az egyedül hagyott ritmusozó gitárszólamot a dob kiegészíti: lábdobbal átveszi a gitár ritmusát, míg pergődobbal tovább játssza a sajátját. Érdemes még megfigyelni a második refrén előtti dupla hosszúságú felvezetésben a dobszólamban végbemenő erősítést: negyedik játszásra hosszú lábduplázást hallhatunk, melynek csúcspontján Joey minden virtuozitását bevetve ritmusra állítgatja meg a sebes duplázást.